# Amaurospiza concolor
Amaurospiza concolor là một loài chim trong họ Cardinalidae.